# Ilha de Panza

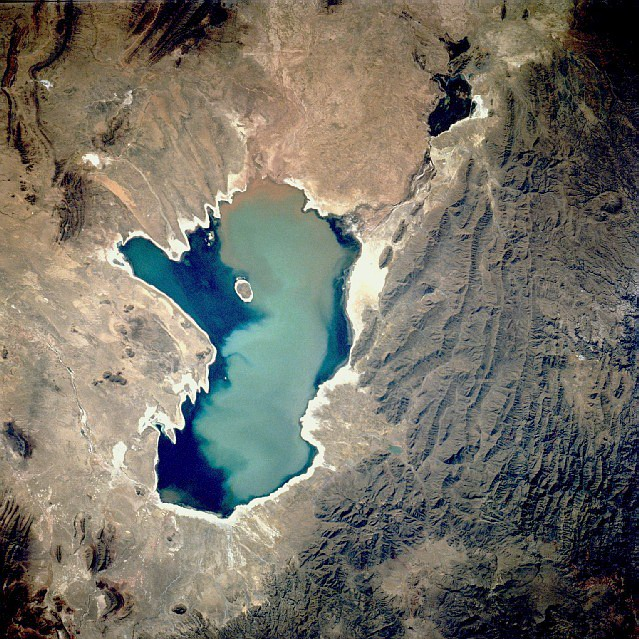
Imagem de satélite da ilha no centro do lago

A Ilha de Panza é a maior ilha do Lago Poopó, na Bolívia. A ilha encontra-se quase no centro do lago. Esta ilha se converte em península dependendo da altura em que a água do lago se encontra. Tem dimensões máximas de 6,5 km de largura por 3,3 km de comprimento e uma área de aproximadamente 17,40 km².